# Северногренландский диалект
Северногренландский диалект или инуктун (грен. avanersuarmiutut) является языком примерно 1000 коренных инуитов, населяющих самые северные поселения в мире — город Каанаак и окрестные деревни в северо-западной Гренландии.
Все носители северногренландского называют его «стандартным гренландским». Помимо Каанаака, северногренландский также преобладает в деревнях Мурихуак, Сиорапалук, Кикиктат, Кикиктархуак и Хавигхивик.
Диалект был впервые описан исследователями Кнудом Расмуссеном и Питером Фрёхеном, которые путешествовали через северную Гренландию в начале XX века и создали торговый пост в Питуффике в 1910 году. Северногренландский диалект не имеет собственной орфографии и не преподаётся в школах. Тем не менее большинство жителей Каанаака и окрестных деревень используют северногренландский диалект в повседневном общении.